# Татьяновка (Крым)
Татья́новка (укр. Тетянівка; до 1948 года Кюль-Сюи́т, Кул-Сеи́т, крымскотат. Qul Seyit, Къул Сейит) — исчезнувшее село в Раздольненском районе Республики Крым, в степной части Крыма располагавшееся на востоке района, у границы с Первомайским, примерно в 5,5 км восточнее современного села Сенокосное.

## Население

### Динамика численности населения
- 1806 год — 95 человек[5].
- 1900 год — 43 человека[6].
- 1915 год — 81 человек[7].
- 1926 год — 131 человек[8].
- 1939 год — 136 человек[9].

## История
Первое документальное упоминание села встречается в Камеральном Описании Крыма… 1784 года, судя по которому, в последний период Крымского ханства Кулашеих входил в Мангытский кадылык Козловскаго каймаканства. После присоединения Крыма к России (8) 19 апреля 1783 года, (8) 19 февраля 1784 года, именным указом Екатерины II сенату, на территории бывшего Крымского ханства была образована Таврическая область и деревня была приписана к Евпаторийскому уезду. После павловских реформ, с 1796 по 1802 год входила в Акмечетский уезд Новороссийской губернии. По новому административному делению, после создания 8 (20) октября 1802 года Таврической губернии, Кюль-Сюит был включён в состав Джелаирской волости Евпаторийского уезда.
По Ведомости о волостях и селениях, в Евпаторийском уезде с показанием числа дворов и душ… от 19 апреля 1806 года в деревне Кули-Сеит числилось 14 дворов, 93 крымских татар и 2 ясыров. На военно-топографической карте генерал-майора Мухина 1817 года деревня Кулсеит обозначена с 12 дворами. После реформы волостного деления 1829 года Куль Сеит, согласно «Ведомости о казённых волостях Таврической губернии 1829 года» отнесли к Атайской волости (переименованной из Джелаирской). На карте 1836 года в деревне 16 дворов. Затем, видимо, в результате эмиграции крымских татар, деревня заметно опустела и на карте 1842 года деревня Куль-Сеит обозначена условным знаком «малая деревня», то есть, менее 5 дворов.
В 1860-х годах, после земской реформы Александра II, деревню приписали к Биюк-Асской волости. Согласно «Памятной книжке Таврической губернии за 1867 год», деревня была покинута жителями в 1860—1864 годах, в результате эмиграции крымских татар, особенно массовой после Крымской войны 1853—1856 годов, в Турцию и лежала в развалинах. По обследованиям профессора А. Н. Козловского 1867 года, вода в колодцах деревни была «соленоватая» а их глубина колебалась от 10 до 15 саженей (21—33 м).
Земская реформа 1890-х годов в Евпаторийском уезде прошла после 1892 года, в результате Кюль-Сюит приписали к Коджанбакской волости. В развалинах деревня пребывала и на 1892 год — сохранился документ о выдаче ссуды неким Бредихиным, Добровольской, Трещевой и др. под залог имения при деревнях Кучук, Ас и разоренной Куль-Сеит от 1892 года. По «…Памятной книжке Таврической губернии на 1900 год» на хуторе Кульсеит числилось 43 жителя в 8 дворах. По Статистическому справочнику Таврической губернии. Ч.II-я. Статистический очерк, выпуск пятый Евпаторийский уезд, 1915 год, в деревне Кульсеит (вакуф) Коджамбакской волости Евпаторийского уезда числилось 19 дворов с татарским населением в количестве 81 человека приписных жителей, из которых 49 мужчин и 32 женщины. Жители землёй не владели, на вакуфе числилось 780 десятин земли. В хозяйствах имелось 27 лошадей, 62 вола, 13 коров и 175 голов мелкого скота. Также существовал одноимённый хутор, иначе, Тамаровка, П. Н. Бредихина — 1 двор, 10 приписных жителей и 59 «посторонних».
После установления в Крыму Советской власти, по постановлению Крымревкома от 8 января 1921 года № 206 «Об изменении административных границ» была упразднена волостная система и село вошло в состав Бакальского района Евпаторийского уезда, а в 1922 году уезды получили название округов. 11 октября 1923 года, согласно постановлению ВЦИК, в административное деление Крымской АССР были внесены изменения, в результате которых округа были отменены, Бакальский район упразднён и село вошло в состав Евпаторийского района. Согласно Списку населённых пунктов Крымской АССР по Всесоюзной переписи 17 декабря 1926 года, в селе Кульсеит (татарский), в составе упразднённого к 1940 году
 Кучук-Асского сельсовета Евпаторийского района, числился 31 двор, все крестьянские, население составляло 131 человек, из них 126 татар и 5 русских. Постановлением ВЦИК РСФСР от 30 октября 1930 года был создан Ишуньский район, уже как национальный (лишённый статуса национального постановлением Оргбюро ЦК КПСС от 20 февраля 1939 года) украинский и село включили в его состав, а после создания в 1935 году Ак-Шеихского района (переименованного в 1944 году в Раздольненский) Кульсеит включили в состав нового. По данным всесоюзной переписи населения 1939 года в селе проживало 136 человек.
В 1944 году, после освобождения Крыма от немцев, согласно Постановлению ГКО № 5859 от 11 мая 1944 года, 18 мая крымские татары были депортированы в Среднюю Азию. С 25 июня 1946 года в составе Крымской области РСФСР. Указом Президиума Верховного Совета РСФСР от 18 мая 1948 года, Кюль-Сюит переименовали в Татьяновку. 26 апреля 1954 года Крымская область была передана из состава РСФСР в состав УССР. Время включения в Ковыльновский сельсовет пока не установлено: на 15 июня 1960 года селение уже числилось в его составе. Ликвидирована к 1968 году (согласно справочнику «Крымская область. Административно-территориальное деление на 1 января 1968 года» — в период с 1954 по 1968 годы, как посёлок Ковыльновского сельсовета).